# Love Is a Four Letter Word

Love Is a Four Letter Word est le quatrième album studio du chanteur américain Jason Mraz. Il est sorti le 13 avril 2012 sous le label Atlantic Records aux États-Unis.
Le titre de l'album fait référence aux mots de quatre lettres grossiers et offensants en anglais[réf. nécessaire].

## Liste des chansons
Albums de Jason Mraz
We Sing. We Dance. We Steal Things.
(2008) Yes!
(2014)
1. The Freedom Song
2. Living in the Moment
3. The Woman I Love
4. I Won't Give Up
5. 5/6
6. Everything Is Sound
7. 93 Million Miles
8. Frank D. Fixer
9. Who's Thinking About You Now?
10. In Your Hands
11. Be Honest
12. The World As I See It
13. I'm Coming Over (piste cachée, album seulement)